# Flota
Flota je ukupnost ratnih brodova jedne države, odnosno trgovačkih, putničkih ili riječnih brodova u vlasništvu neke kompanije (brodara) ili države. 

## Ratna mornarica
U vojnom smislu flota označava veliku formacija vojno-pomorskih snaga sastavljenu od ratnih brodova raznih namjena za obavljanje određenih operacija. Kako mnoge države imaju male mornarice sastavljene od samo jedne flote, naziv flota se često koristi i kao sinonim za mornaricu. Ekvivalent floti u kopnenoj vojci je armija.
Flotom obično zapovjeda zapovjednik s admiralskim činom (komodor, kontraadiral, admiral, admiral flote). 

## Zrakoplovstvo
U zrakoplovstvu, flota označava ukupnost zrakoplova iste namjene (zračna flota), odnosno ukupnost zrakoplova u vlasništvu jednog zračnog prijevoznika.